# Nowodmytriwka (rejon biłozerski)
Nowodmytriwka (ukr. Новодмитрівка) – wieś na południu Ukrainy, w obwodzie chersońskim, w rejonie biłozerskim. Miejscowość liczy 376 mieszkańców.

## Historia
Wieś założona w końcu XIX wieku.